# La Torre (Fonollosa)
La Torre és una obra del municipi de Fonollosa (Bages) declarada bé cultural d'interès nacional.

## Descripció
El mas
Es tracta d'una masia de planta quadrada, coberta a quatre vessants i amb careners paral·lels a les façanes. La masia, probablement una obra del segle xvii, fou construïda al costat d'una antiga torre medieval del segle xi que era una guardiola del veí castell de Fals. Avui la torre és integrada dins el mas, al sector de migdia. L'edifici és una obra de nova planta, construïda seguint un dels models propis de segle xvii que no possibilita l'ampliació.
La torre

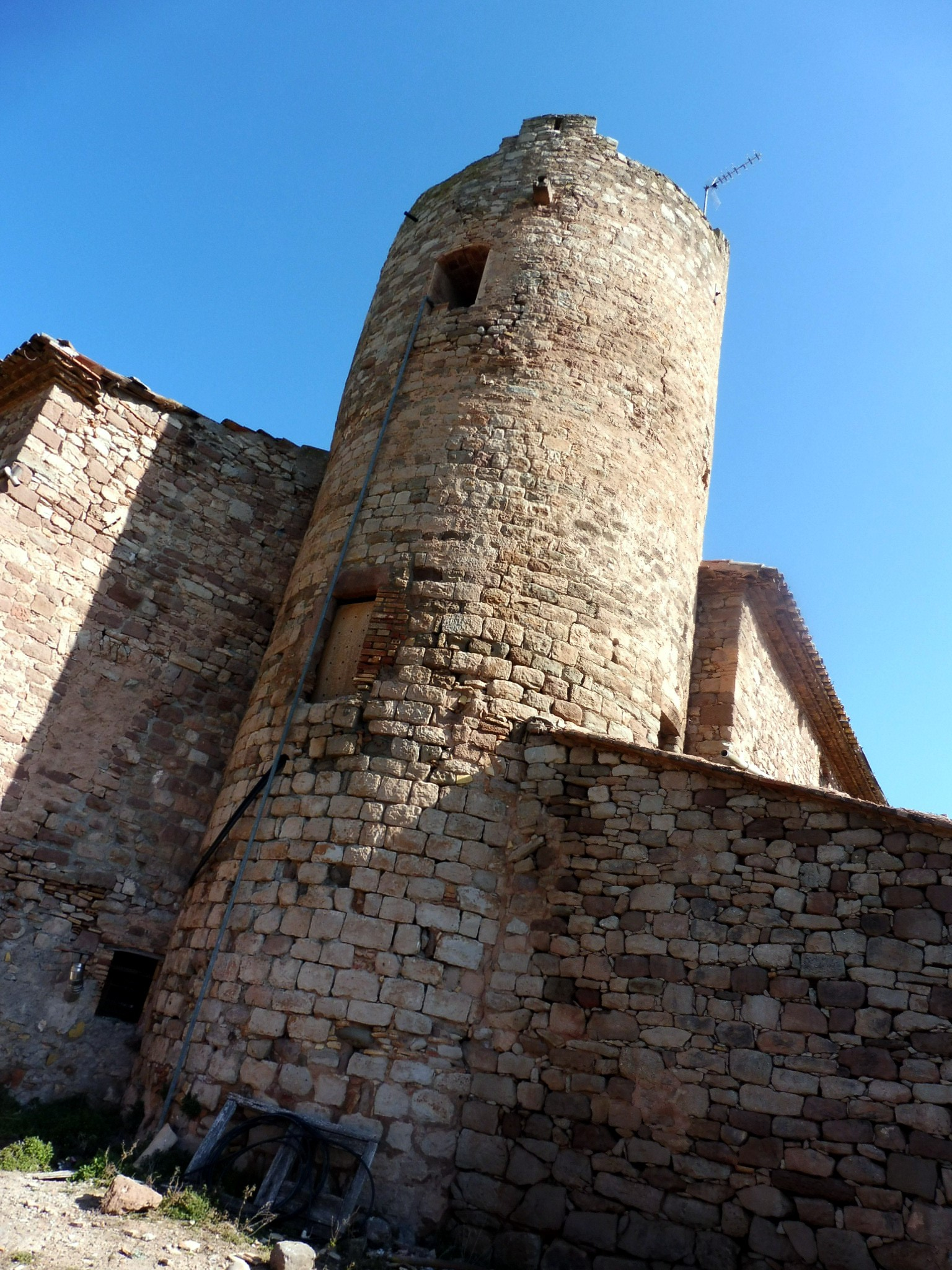
La Torre

Torre cilíndrica de planta circular de 585cm de diàmetre extern, amb murs d'un metre i d'una alçària de 14'25 metres. La Torre deuria tenir tres nivells més el terrat.
Malauradament l'aprofitament de la torre per la masia ha fet que s'hi obrissin modernament finestres, malgrat que es conserven les originals.
L'aparell és de blocs de pedra de mides mitjanes en filades a trencajunt i unides amb morter de sorra i calç.

## Història
La torre és documentada a partir de l'any 1033 com a guàrdia que servia per comunicar amb el Castell de Fals; sempre esmentada, a partir d'aquesta data, vinculada a la documentació del castell de Fals.
Protegia el camí de Fals a Rajadell i segurament els torredans deurien adquirir drets sobre les terres que l'envoltaven fins a esdevenir un mas pròsper que va poder construir la nova masia al segle xvii o començaments del xviii.
Pere Català diu: "No es tracta de les anomenades Torres de Fals (o de Falchs), que li són relativament pròximes. Tanmateix, podem considerar aquesta torre amb les mateixes vicissituds de propietat que les Torres al·ludides, de les quals tractem en una altra fitxa. Bàsicament, per tant, estimem l'òrbita de la casa de Cardona la utilització de la torre, prou ben conservada, que motiva aquestes línies".